# Isola di Sverdrup
L'isola di Sverdrup (in russo Остров Свердрупа, ostrov Sverdrupa) è un'isola russa bagnata dal mare di Kara.
Amministrativamente appartiene al distretto di Tajmyr del Territorio di Krasnojarsk, nel Circondario federale della Siberia.
Non va confusa con le isole Sverdrup, che si trovano nel Nunavut, in Canada.

## Geografia
L'isola è situata nella parte centro-meridionale del mare di Kara, circa 120 km a nord della cittadina di Dikson, sulla costa siberiana, e a 90 km dalle isole dell'Istituto Artico. Fa parte della Riserva naturale del Grande Artico.
L'isola ha una lunghezza di 15 km e una larghezza di 10 km. La superficie è di 47 km².

La parte centrale è collinare e raggiunge i 33 m s.l.m. ma, ai bordi della zona e lungo le coste, il territorio diventa sabbioso e piatto. Nella parte occidentale si apre un'ampia baia.

### Flora e fauna
Il territorio è coperto da vegetazione tipica della tundra, ovvero da muschi e licheni. La fauna è composta da volpi artiche e lemming; tra gli uccelli, sono presenti alcuni caradriiformi come il piovanello pancianera.

## Storia
L'isola fu scoperta da una spedizione norvegese nel 1893 e fu dedicata all'esploratore polare norvegese Otto Sverdrup.